# استفتاء عام 1950 القبرصي
تم إجراء استفتاء غير رسمي حول التوحيد مع اليونان في قبرص بين 15 و22 يناير 1950.  صوّت القبارصة اليونانيون فقط،  وتمت الموافقة على الاقتراح بنسبة 95.71٪ من المشاركين. 

## خلفية
في 12 ديسمبر 1949، دعا المطران مكاريوس الثاني السلطات البريطانية إلى إجراء استفتاء على مستقبل الجزيرة.  بعد رفض البريطانيين، نظم مجلس الكنيسة ومنظمة أنوسيس الاستفتاء.  تم إجراء الاستفتاء في كنائس الجزيرة بين 15 و22 يناير 1950.  كان لورقة الاستفتاء خيارين: "نطالب بالاتحاد مع اليونان" و"نحن ضد اتحاد قبرص مع اليونان". 

## النتائج
| الخيار                       | الأصوات | ٪     |
| ---------------------------- | ------- | ----- |
| مع                           | 215,108 | 95.71 |
| ضد                           | 9,639   | 4.29  |
| أصوات غير صالحة / فارغة      |         | -     |
| المجموع                      | 224،747 | 100   |
| الناخبون المسجلون / الاقبال  |         |       |
| المصدر: الديمقراطية المباشرة |         |       |

بعد الاستفتاء، وجهت الكنيسة القبرصية اللوم علانية إلى أولئك الذين صوتوا ضد خيار التوحد (الإنوسيس). في السنوات الأخيرة من الحكم البريطاني في قبرص، سعت الكنيسة إلى إسكات الرأي المخالف بين القبارصة اليونانيين، بوسائل عنيفة في بعض الأحيان.  في فبراير 2017، صوت البرلمان القبرصي لصالح إحياء ذكرى الاستفتاء في المدارس كل عام. استقبل السياسيون القبارصة الأتراك القرار بشكل سلبي، مما أدى إلى توقف المحادثات بين الرئيس القبرصي نيكوس أناستاسيادس وزعيم القبارصة الأتراك مصطفى أقينجي. 